# Ivica Žurić
Ivica Žurić (Šibenik, 1965.) je bivši hrvatski košarkaš. Igrao je za juniorsku i seniorsku jugoslavensku reprezentaciju. Zbog sukoba s Dušanom Ivkovićem ispao je iz seniorske reprezentacije. Poslije je igrao za hrvatsku reprezentaciju.

## Klupska karijera
Igrao je za Šibenik i Cibonu.
S Šibenkom je postao juniorski prvak Jugoslavije, a s njime još su igrali Ivica Gulin, Ivan Kalpić (obojica juniorski reprezentativci), Stipaničev, Karadžole, Bukić, Livljanić...
S Cibonom je osvojio nekoliko naslova. Osvojio je naslov hrvatskog prvaka 1992./93., hrvatske kupove 1994./95. pobjedom u završnici protiv zagrebačkog Zrinjevca, 1995./96. pobjedom u završnici protiv splitskog Croatia osiguranja 68:64.